# Альбаладехо-дель-Куенде
Альбаладехо-дель-Куенде (ісп. Albaladejo del Cuende) — муніципалітет в Іспанії, у складі автономної спільноти Кастилія-Ла-Манча, у провінції Куенка. Населення — 336 осіб (2010).
Муніципалітет розташований на відстані близько 140 км на південний схід від Мадрида, 31 км на південь від Куенки.

## Демографія
Динаміка населення (INE ):